# Cena de los tres emperadores
La cena de los tres emperadores (Dîner des trois empereurs, en francés) fue un banquete celebrado en el Café Anglais de París, Francia el 7 de junio de 1867. Constó de dieciséis platos con ocho vinos servidos durante ocho horas.

## Descripción
La cena de los tres emperadores fue preparada por el chef Adolphe Dugléré a petición del rey Guillermo I de Prusia que frecuentó el café Anglais durante la Exposición Universal. Pidió una comida para ser recordada y en la que no se escatimara para él y sus invitados, el zar Alejandro II de Rusia, con su hijo el zarevich (que tarde se convertiría en el zar Alejandro III), y el príncipe Otto von Bismarck. El sumiller, Claudius Burdel, fue instruido para acompañar los platos con los mejores vinos del mundo, eligiendo un madeira, un jerez, un borgoña, cuatro burdeos y un espumoso, un champán Roederer servido en una botella de cristal especial, para que el zar Alejandro pudiera admirar las burbujas y color dorado.
El banquete constó de 16 platos con ocho vinos servidos a lo largo de ocho horas. El coste de la cena fue de 400 francos por persona (sobre 9,000 euros actuales). El alto precio de los selectos vinos contribuyó al elevado monto de la comida.
Según los informes, a la una de la madrugada el zar Alejandro se quejó de que aun no había probado el foie gras. Burdel explicó que no era costumbre en la cocina francesa comer foie gras en junio. El zar quedó satisfecho con la respuesta. A cada emperador se le envió una terrina de foie gras como regalo en el mes de octubre.
La mesa utilizada en el banquete y una copia de la carta del menú se encuentran en exhibición en el restaurante La Tour d'Argent en París.

## Carta
La carta incluyó lo siguiente, en 16 platos:
Potages (Sopas)
- Potage impératrice consiste en caldo de pollo espesado con tapioca y acabado con yema de huevo y crema, con una farsa de pollo escalfado, cresta de gallo, riñones y guisantes verdes.
- Potage fontanges es un puré elaborado con guisantes frescos diluido con consomé y la adición de chiffonade de acedera y hojitas de perifollo.[5]

Relevés (platos principales)
- Soufflé à la reine es un suflé de pollo con salsa de trufas.
- Filets de sole à la vénitienne son filetes de lenguado acompañados de una salsa de vino blanco, vinagre de estragón, chalotas y perifollo, cubiertos con mantequilla salpicada con perifollo y estragón picados.[6]
- Escalope au turbot gratin es una rodaja de rodaballo gratinada.
- Selle de mouton puré Bretonne es lomo de cordero con un puré de habas ligado con salsa bretona.

Entrées (platos intermedios)
- Poulet à la portugaise es un pollo entero asado con una cobertura de adobo consistente en una pasta de tomate, pimiento morrón, ajo, orégano, pimentón, pimienta de cayena, azúcar moreno, zumo de limón, vino blanco, caldo de pollo y aceite de oliva, relleno con arroz con tomate.
- Paté chaud de cailles es paté tibio de codorniz.
- Homard à la parisienne es langosta cocida en caldo bouillon, cortada en trozos y barnizada con gelatina, con una guarnición de tomates rellenos con una macedonia de verduras, aderezada con una mezcla de mayonesa y gelatina y cubierta con rodajas de trufa.

Digérer (Digestivo)
- Sorbete de champán

Rôts (Asados)
- Canetons à la rouennaise es un plato de pato asado relleno con picadillo. Se retiran muslos y pechugas, se asan a la plancha los muslos y las pechugas, se cortan en rodajas finas y se disponen alrededor del relleno. La carcasa restante se prensa para extraer todos los jugos para crear una salsa ruanesa, que se vierte sobre el pato en rodajas. (Este plato es hoy la especialidad del restaurante La Tour d'Argent.)
- Ortolans sur canapés, hortelanos (ahora una especie protegida) fritos sobre una tostada.[7]

Entremets (Platos de verduras)
- Aubergines à l'espagnole es un plato de berenjenas rellenas con berenjena, tomate y jamón picados, cubiertas con gruyère gratinado.
- Asperges en branches son espárragos en tiras.
- Cassolette princesse (también conocido como Cassolette argenteuil), un cassoulet con un borde de patatas duquesas y un relleno de espárragos con salsa de crema.

Dessert (Postre)
- Bombe glacée es un postre helado.
- Fruta

## Recreación
La chef australiana Shannon Bennett intentó recrear el banquete en 2002. La planificación le llevó seis meses y requirió algunos cambios debido a que algunos ingredientes clave y vinos ya no estaban disponibles. Incluso utilizando los ingredientes y vinos equivalentes modernos más cercanos, el coste de la comida fue de 7,500 euros por persona. La Australian Broadcasting Corporation retransmitió el documental The Three Emperors Dinner sobre el banquete original y la recreación moderna en 2003.